# 永瀬りいな
永瀬 りいな（ながせ りいな、1986年12月15日 - ）は、日本のAV女優。ファイブプロモーション（マークスグループ）所属。
神奈川県出身。身長:158cm。スリーサイズ:B81(C-65)・W58・H85。
「永瀬りぃな」「永瀬リィナ」と表記する作品もある。

## 略歴・人物
2007年にデビューしたロリ系のAV女優である。

## 出演作品

### アダルトビデオ
2007年
- 素人投稿シリーズ [未成年（一八八）] 制服hunt 03 （7月27日、ゴーゴーズ）

2008年
- うちのAV面接はエロい 4時間 （6月20日、ホットエンターテイメント）…オムニバス作品

- 闇営業中のフル勃起エステ 2 （6月20日、ホットエンターテイメント）…オムニバス作品 ※「永瀬リィナ」名義
- V&Rプロダクツ女子社員募集&hearts これがAVメーカー女子社員の仕事だ!! （8月7日、V&Rプロダクツ）※「永瀬里奈」名義
- 限界を超えた羞恥心が女のアソコを思わず濡らす!! 無線で鬼指令!! オーディション会場&合コン中の居酒屋でAVタレントが一般人にバレないように極エロミッションでイキまくり!! （8月21日、SODクリエイト）…オムニバス作品 他出演:大空あかね、西木美和、神野楓 ※「永瀬りぃな」名義
- 本物タイトリスト 緊急出演!! ○○体育大学2年 永瀬りいな（19） （8月22日、プレステージ）
- 解禁 着エロ娘のAVデビュー （9月25日、オーロラプロジェクト）
- オーバーニー×ミニスカ 絶対領域 2nd impact volume 2 （10月15日、ケー・トライブ）
- 中出し女子校生暴行 犯られ続ける3時間 （12月12日、ビッグモーカル）…オムニバス作品
- 美少女監禁飼育 3 （12月15日、テイクワン）

2009年
- B.Bボーイズに目覚めちゃった僕。 小悪魔編 2 （1月13日、アロマ企画）…オムニバス作品
- 田舎へ泊まろう! 新人女優リイナとレンの今晩泊めて〜!! （1月20日、プリモ）
- わけもわからず、いきなり、手コかれちゃった僕。 High School編 （1月25日、アロマ企画）…オムニバス作品
- 突然、お嬢さんに連続2回しゃぶられちゃった僕。 （2月13日、アロマ企画）…オムニバス作品
- ヒロインエロファイト 淫虐の闇プロレス （2月13日、GIGA）
- 家出女子校生 「泊めてくれるとウレシイなあ…」 （2月25日、ビッグモーカル）
- 「心から気持ちいいSEXが出来ました…。」 （4月7日、オーロラ・プロジェクト）
- 乳首をいじられて感じちゃった私。 敏感美少女編 （4月25日、アロマ企画）…オムニバス作品
- 究極の妄想発明シリーズ第8弾 透明人間になれる薬 （9月4日、ROCKET）
- 婚活AV。 （9月19日、SODクリエイト）…オムニバス作品
- 性犯罪多発地区 （9月25日、FAプロ）…オムニバス作品

2010年
- 幸せなSEX? 不幸なSEX!! それでもSEXは素晴らしい （2月10日、FAプロ）…オムニバス作品

### イメージビデオ
- [素人着エロ倶楽部] りいなちゃん 20才（ドM女） 介護福祉士 （2007年12月14日、写女）
- GOKUERO （2008年2月24日、レイフル）
- 萌えきゅん vol.20 （2008年4月28日、スパークビジョン）
- 萌えきゅん vol.24 （2008年6月27日、スパークビジョン）